# Ligyra sisyphus
Ligyra sisyphus är en tvåvingeart som först beskrevs av Fabricius 1805.  Ligyra sisyphus ingår i släktet Ligyra och familjen svävflugor. Inga underarter finns listade i Catalogue of Life.